# Georges Méliès
Georges Méliès, född 8 december 1861 i Paris, död 21 januari 1938 i Paris, var en fransk illusionist och regissör som bidragit både till den tekniska och narrativa utvecklingen vid filmens födelse och första år. Méliès var en produktiv filmpionjär och innovatör gällande användandet av specialeffekter och populariserade metoder som stop motion substitution, dubbelexponeringar, timelapse-fotografering, dissolve transition och tintning. Han var också en av de första filmskaparna som använde sig av storyboards. Hans 500 filmer inkluderar Resan till månen (1902) och En rundresa i världsrymden (1904), båda involverar surrealistiska resor i stil med Jules Vernes och anses vara bland de viktigaste tidiga science fiction-filmerna, även om de står närmare fantasy-genren.

## Biografi
Innan han började göra film var Méliès illusionist. Efter att ha bevistat den första filmvisningen på Grand Café i Paris, ville han köpa en kinematograf av bröderna Lumière. De nekade, men Méliès fick snart tag på en liknande kamera och inledde en omfattande produktion av kortfilmer.
Som filmare använde han sig flitigt av specialeffekter. Han upptäckte att man kunde skapa förvandlingsnummer genom att stoppa kameran och byta ut delar av motivet. Detta hade han enligt sig själv upptäckt en gång när filmkameran som tog bilderna hade hakat upp sig för ett kort ögonblick. Han använde sig också av dubbelexponering och slow motion och var tidig med att klippa ihop flera scener till en längre handling. Han färglade också ofta sina filmer för hand. 
Hans filmer var under en period stilbildande och populära. Hans filmkonst utvecklades dock inte efter hans stora succéer som Resan till månen (1902). Filmkonstens utveckling gick om honom och efter en tid var hans filmer omoderna. Hans filmbolag tvingades så småningom i konkurs och han försörjde sig på leksaksförsäljning. Många av hans filmer kom att förstöras; enligt legenden återanvände den franska armén materialet till stövelklackar under första världskriget. Med tiden kom han dock att åter få ett visst erkännande och återgick till sin scenkarriär. Han dog 1938 vid 76 års ålder. 
Filmen Hugo Cabret (2011) regisserad av Martin Scorsese handlar delvis om Méliès liv.

## Filmografi i urval
- 1896 – L'Arroseur
- 1896 – Le Manoir du diable
- 1897 – Après le bal
- 1898 – Illusions fantasmagoriques
- 1898 – La Tentation de Saint Antoine
- 1899 – Jeanne d'Arc
- 1900 – Brahmanen och fjärilen
- 1901 – Barbe-bleue
- 1902 – Resan till månen
- 1902 – Edvard VII:s kröning
- 1903 – Illusions funambulesques
- 1903 – Musikälskaren
- 1903 – Le royaume des fées
- 1904 – En rundresa i världsrymden
- 1906 – Djävulens fyrahundra farsupptåg
- 1907 – Vingt mille lieues sous les mers
- 1907 – Hamlet
- 1911 – Les Aventures de baron de Munchhausen
- 1912 – Askungen
- 1912 – À la conquête du pôle